# Великобритания на «Евровидении-1994»
Великобритания принимала участие в тридцать девятом выпуске телевизионного конкурса Евровидение-1994, который состоялся 30 апреля в театре "Пойнт" в Дублине, Ирландия. Страну представляла певица и артистка мюзиклов Фрэнсис Раффелл с песней Lonely Symphony (We Will Be Free) ("Одиночная симфония (Мы будем свободны))", написанной Джорджем де Анджелисом и Марком Дином. Раффелл была выбрана представлять Великобританию путём внутреннего отбора, в то время как конкурсная песня выбиралась посредством национального отбора. По итогам голосования Фрэнсис Раффелл заняла десятое место из 25, набрав 63 очка. Этот результат позволил Великобритании принять участие на Евровидение-1995. Таким образом, Lonely Symphony (We Will Be Free) стала предшественницей британской заявки 1995 года Love City Groove в исполнении группы Love City Groove. Конкурс был показан на канале BBC One с комментариями Терри Вогана. Глашатаем от Великобритании был Колин Берри.

## До «Евровидения»

### Внутренний отбор
Певица и артистка мюзиклов Фрэнсис Раффелл была объявлена BBC представителем Великобритании на Евровидение-1994 в конце 1993 года.

### A Song for Europe 1994
Начиная с самого первого участия на Евровидение в 1957 году британский вещатель BBC организовывало национальный отбор под названием A Song for Europe для выбора исполнителя и песни. С 1992 года BBC использовало A Song for Europe только для выбора песни, в то время как кандидатуры исполнителей утверждались внутри телекомпании. 18 марта 1994 года в телецентре BBC в Лондоне состоялся национальный отбор. Ведущим был Терри Воган. Фрэнсис Раффелл исполнила восемь песен, а победителя определяли голоса телезрителей. Группа экспертов предоставила отзывы о песнях во время шоу. В состав комиссии входили Ричард О'Брайен и Джонатан Кинг. Позже Терри Воган в отдельной программе объявил, что победителем A Song for Europe 1994 стала композиция Lonely Symphony, которую Раффелл исполнит на Евровидение в Дублине. Композиция была переименована в Lonely Symphony (We Will Be Free) и под таким названием представлена на конкурсе.
| Порядковый номер | Название песни       | Автор(ы)                               | Голоса | Место |
| ---------------- | -------------------- | -------------------------------------- | ------ | ----- |
| 1                | Waiting in the Wings | Тони Мур                               | 36,856 | 3     |
| 2                | Slowboat             | Руперт Уэйтс                           | 6,549  | 7     |
| 3                | I Know These Things  | Хелен Тёрнер, Ширли Кемп               | 6,269  | 8     |
| 4                | Sink or Swim         | Линзи Морган, Дэвид Гаррис, Пол Фишман | 63,417 | 2     |
| 5                | Wrong Guy            | Рик Тейлор                             | 7,406  | 6     |
| 6                | One More Night       | Пол Боросс, Марк Голдинг               | 20,608 | 4     |
| 7                | His Love             | Энтони Кларк, Памела Шейн              | 8,031  | 5     |
| 8                | Lonely Symphony      | Джордж де Анджелис, Марк Дин           | 99,946 | 1     |

## На «Евровидении»
В 1993 году в связи с распадом Советского Союза, Югославии и роспуском Организации Варшавского договора Европейским вещательным союзом было введено правило относительно квалификации стран-участниц. Согласно нему страны, занявшие последние семь мест, не допускались к участию в конкурсе следующего года. Раффелл выступала под номером 6, между Исландией и Хорватией. По итогам голосования она финишировала на десятом месте из 25, набрав 63 очка. Этот результат позволил Великобритании принять участие на Евровидение-1995. 12 очков британское жюри присудило одной из стран-дебютанток, вице-чемпионке Польше. Россия и Великобритания присудили друг другу по 5 очков. Майкл Рид был дирижёром во время исполнения британской песни.

### Голосование
| Очки      | Страна                                  |
| --------- | --------------------------------------- |
| 12 баллов |                                         |
| 10 баллов |                                         |
| 8 баллов  | - Португалия - Швейцария                |
| 7 баллов  |                                         |
| 6 баллов  | - Хорватия                              |
| 5 баллов  | - Кипр - Россия - Эстония               |
| 4 балла   | - Босния и Герцеговина - Германия       |
| 3 балла   | - Венгрия - Испания - Польша - Словакия |
| 2 балла   | - Нидерланды - Норвегия                 |
| 1 балл    | - Австрия - Ирландия                    |

| Очки      | Страна     |
| --------- | ---------- |
| 12 баллов | Польша     |
| 10 баллов | Ирландия   |
| 8 баллов  | Португалия |
| 7 баллов  | Германия   |
| 6 баллов  | Исландия   |
| 5 баллов  | Россия     |
| 4 балла   | Норвегия   |
| 3 балла   | Австрия    |
| 2 балла   | Венгрия    |
| 1 балл    | Мальта     |